# بير أحمد كندي
بير أحمد كندي (بالفارسية: پیر احمد کندی) هي قرية تقع في أذربيجان الغربية في إيران. يقدر عدد سكانها بـ 200 نسمة .